# 세종비즈니스센터
세종비즈니스센터(영어: Sejong Business Center)는 세종특별자치시 어진동에 위치한 상업시설이다.

## 위치
- 세종특별자치시 1-5 생활권 C50BL (상업업무용지)

## 명칭
세종비즈니스센터의 영어는 Sejong Business Center이며 영어의 줄임으로는 SBC라고 부른다.

## 같이 보기
- 세종특별자치시의 상업시설 목록